# キコ・ロドリゲス
キコ（Kiko）こと、フランシスコ・ダニエル・シモンイス・ロドリゲス（Francisco Daniel Simões Rodrigues 、1997年2月27日 - ）は、ポルトガル・アヴェイロ出身のプロサッカー選手。SCベイラ・マル所属。ポジションは、ミッドフィールダー。

## 来歴
2016年8月12日、リーガプロのアヴェス戦でプロデビューを果たした。